# Miacorella
Miacorella is een geslacht van vlinders van de familie van de Houtboorders (Cossidae), uit de onderfamilie van de Chilecomadiinae. De wetenschappelijke naam en de beschrijving van dit geslacht werden voor het eerst in 2020 gepubliceerd door Roman Viktorovitsj Jakovlev, Fernando Cesar Penco en Artem Naydenov. 
Dit geslacht is monotypisch, dat wil zeggen dat het maar één soort heeft namelijk Miacorella leucocraspedontis (Zukowsky, 1954) uit Zuid-Amerika.